# Fun Lovin' Criminals
Pour les articles homonymes, voir FLC.
Fun Lovin' Criminals (FLC) est un groupe de rock américain à tendance fusion rock-hip-hop-jazz, originaires de New York. Formés en 1993, ils sont devenus célèbres à la suite du single Scooby Snacks, reprenant des samples de dialogues extraits des films Pulp Fiction et Reservoir Dogs de Quentin Tarantino.

## Membres
- Hugh Morgan (alias Huey) : chant et guitare
- Brian Leiser (alias Fast) : clavier, basse, trompette et harmonica
- Steve Borgovini (alias O) : batterie et chant

## Discographie

### Albums Studio
- 1995 - Original Soundtrack For Hi-Fi Living (Ep 4 titres)
- 1996 - Come Find Yourself
- 1998 - 100% Colombian
- 2001 - Loco (en)
- 2003 - Welcome To Poppy's
- 2005 - Livin' In The City
- 2010 - Classic Fantastic

### Compilations / Live
- 1999 - Mimosa (Compilation)
- 2002 - Bag Of Hits (Compilation)
- 2003 - Scooby Snacks: The Collection (Compilation)
- 2004 - A's, B's And Rarities  (Compilation)
- 2011 - Fun, Live and Criminal (3 CD - Compilation live 2010)
- 2019 - Another Mimosa